# Серая веерохвостка
Серая веерохвостка (лат. Rhipidura fuliginosa) — вид певчих птиц из семейства веерохвосток (Rhipiduridae).

## Описание
Серая веерохвостка длиной примерно с домового воробья. Многоцветное оперение верха имеет светлый серый цвет, который охватывает голову и обратную сторону, белый конец хвоста, светлый живот и белые крапины на горле и над глазами; при развёртывании веером хвоста видны белые или обведённые белым внешние перья хвоста. Птица привлекает к себе внимание наблюдателей, создавая шум, летая по кругу, прежде чем гордо развернуть веером свой хвост.

## Распространение
Серая веерохвостка распространена в Австралии, Новой Гвинее, на Соломоновых островах, Вануату, Новой Каледонии и Новой Зеландии.
В Новой Зеландии обитает в лесах и кустарнике, осмеливаясь появляться также в домашних садах. Чтобы привлечь серую веерохвостку, люди пытаются сажать живую изгородь из абелии или другие кусты, которые привлекают насекомых. Птица посещает такие растения, внимательно выискивая насекомых и мух.

## Размножение
Серая веерохвостка строит компактное гнездо в форме чаши из волокон, мха и коры. Внутренняя выстилка скрепляется паутиной. Это необходимо, так как птица плодотворно размножается и может иметь до 5 кладок за один год. Высиживание начинается обычно между январём и августом и продолжается 15 дней, до тех пор пока из яиц не появятся птенцы.

## В мифологии
В мифологии маори серая веерохвостка является посланником, приносящим смерть или новости о смерти от богов к людям. Серая веерохвостка вместе с другими лесными птицами наблюдает за полубогом Мауи, когда тот пытается проникнуть в тело богини смерти Хине-нуи-те-по, начинает смеяться и тем самым будит богиню, которая раздавливает Мауи своими бёдрами. С тех пор, согласно мифу, люди стали смертными. Маорийское название серой веерохвостки — tīwakawaka — также является именем одного из первых маорийских поселенцев в Новой Зеландии.